# Ștefănești, Gorj
Ștefănești este un sat ce aparține orașului Târgu Cărbunești din județul Gorj, Oltenia, România.
În trecut, satul era cunoscut drept Horezu Gorjului, aproape toți sătenii ocupându-se cu olăritul.

## Vezi și
- Biserica de lemn din Ștefănești, Târgu Cărbunești